# Gmina Vetlanda
Gmina Vetlanda (szw. Vetlanda kommun) – gmina w Szwecji, w regionie Jönköping, siedzibą jej władz jest Vetlanda.
Pod względem zaludnienia Vetlanda jest 90. gminą w Szwecji. Zamieszkuje ją 26 531 osób, z czego 49,41% to kobiety (13 109) i 50,59% to mężczyźni (13 422). W gminie zameldowanych jest 827 cudzoziemców. Na każdy kilometr kwadratowy przypada 17,62 mieszkańca. Pod względem wielkości gmina zajmuje 61. miejsce.